# Petru I al Aragonului și Navarei
Petru I (n. 1068, Val d'Echo⁠(d), Aragon, Spania – d. 1104, Valle de Arán, Catalonia, Spania) a fost regele Aragonului și Navarei timp de un deceniu, din 1094 până la moartea sa. A fost fiul și succesorul lui Sancho al V-lea al Aragonului și Navarei și a primei sale soții, Isabela de Urgell. 
Petru a succedat întreaga împărăție a tatălui său la moartea acestuia, atunci când asedia Huesca, în 1094. Petru a ridicat asediul însă avea să se întoarcă într-un an. După 1094 obiectivele sale s-au mutat spre vest, spre valea Gallega. În 1095, Petru a reînnoit jurămintele tatălui său la Urban al II-lea și Urban a reînnoit promisiunea lui de protecție, sub care Sancho, fii săi și împărăția sa fuseseră puse în iulie 1089. La data de 16 martie 1095 Papa a emis chiar o bulă, Cum universis sancte, acordându-le imunitatea de la excomunicare fără permisiunea papei, a regelui și reginei de Aragon. În același an, în timp ce el a asediat Huesca, Petru a învins forțele din Zaragoza în bătălia de la Alcoraz. 
În timpul domniei lui, Petru a acordat fuero (un spațiu deschis care este folosit ca piață, tribunal sau loc de întâlnire)  la Barbastro (1100), Caparroso (1102), și Santacara (1102). Ultimul a fost repopulat parțial de către francezi, a căror influență asupra obiceiurilor locale este evidentă. Cetățenii au fost necesari pentru a servi în campaniile locale și de apărare a castelelor. La data de 11 decembrie 1102, Petru a fost în Estella la granița cu Castilia, probabil căutând ajutorul lui Alfosno AL vI-lea, după o toamnă dezastroasă pentru creștinii din estul Spaniei. 
Când Petru I a murit în Val d'Aran, regatele sale a trecut la fratele său mai tânăr, Alfonso I de Navara și Aragon. Petru a fost îngropat în San Juan de la Peña alături de copiii săi.